# Elsa Marianne von Rosen
Elsa Marianne von Rosen, (født 21. april 1924, død 7. september 2014) var en svensk solodanser, balletmester, koreograf og skuespiller.

## Biografi
Hun var datter af kunstner greve Reinhold von Rosen og hans første hustru Elisabeth Österyd. Hun giftede sig i 1950 redaktør Allan Fridericia (1921–1991) og bosatte sig i København.
Elsa Marianne von Rosen var elev hos Valborg Franchi og Albert Koslowsky samt på Det Kongelige Teater i København. Hon debuterede i 1941 med sin egen dans i Stockholms konserthus og turnerede senere i Afrika og Spanien. Den nyskabende svenske ballet Frøken Julie laves til Rosen af Birgit Cullberg 1950. Hun var solodanserinde ved Kungliga Teatern i Stockholm 1951–1959, og i 1960'erne startede Rosen og hendes mand Den Skandinaviske Ballet.
Hon var balletchef ved Stora teatern i Göteborg 1970–1976 samt ved Malmöbaletten 1980–1987.
Som instruktør og koreograf havde hun gæsteopgaver i bland andet i London, Monte Carlo, Washington og Leningrad.
Elsa Marianne von Rosen blev tildelt den kongelige fortjenstmedalje Litteris et artibus i 1984.

## Filmografi
- 1939: Skanör-Falsterbo
- 1940: Kyss henne!
- 1941: Det sägs på stan
- 1950: Ung och kär
- 1954: Balettprogram
- 1957: Med glorian på sned
- 1958: Jazzgossen
- 1959: Fröken Julie
- 1967: Lorden från gränden
- 1970: The Only Way
- 2012: Ballerina